# 上川あや
上川 あや（かみかわ あや、上川 礼、1968年(昭和43年)1月25日 - ）は、日本の政治家。現・東京都世田谷区議会議員（6期）。無所属で会派は「レインボー世田谷」。
トランスジェンダーであることを公表しており、マイノリティに関連する政治活動に実績がある。2003年春の第15回統一地方選挙において、日本で初めて性同一性障害であることを公表のうえ立候補し、当選（立候補者72人中、第6位）。2007年春に行われた2期目の選挙では現職トップ（立候補者71人中、第2位）で再選。さらに2011年春に三選（立候補82人中、6位）、2015年4月に四選（立候補82人中、3位）、2019年4月に五選（立候補75人中2位）2023年4月に六選（立候補75人中、4位）を果たした。

## 来歴・人物

### 幼少期から学生時代
1968年、東京都台東区において3人兄弟の二男として生まれる。幼少時から女子と遊ぶのが好きで、兄や弟とは異なり女児向けアニメや着せ替え人形に惹かれていた。中学1年生で男子への初恋を経験、第二次性徴では男性化する自分の身体に大きな違和感と嫌悪感を感じていた。悩みを誰にも打ち明けられず、嘘をつき続ける自分に対して自己嫌悪に陥っていた。
高校進学にあたっては内申点より学力試験が評価されることから、上川は私立の男子校である法政大学第二高等学校を選択する。自由な校風と、女性的な面が当たり前に受け入れてもらえる環境を謳歌する。自身の性指向が男性であることまでは公言できなかったが、男子生徒に告白されることも多く、高校3年生で初の交際と失恋を経験する。

### 社会に出て
1990年法政大学経営学部卒業後、男性として都内の公益法人に就職。広報部門のスタッフとして勤務するが、1995年に退職。1995年にはホルモン療法など性別移行の手続きを始め、健康診断を機に退職する。1998年、精神科医より「性同一性障害」であるとの診断を受け、同年世田谷区へ転居。社会生活一切を女性として暮らし始める。戸籍上の性別の問題から人材派遣会社を通してではあったものの、OLとして働きはじめ、1999年には名前を「礼（あや）」に変更する。
2000年1月より2003年5月まで、性同一性障害・トランスジェンダーの自助支援グループ「TSとTGを支える人々の会 Trans-Net Japan (TNJ)」運営メンバー。1999年から2002年にかけて女性として複数の企業に勤務しており、専門誌の編集などに携わった。しかし公的書類の性別欄が障壁となり、正社員ではなく非正規の社員としてしか働けなかった。

### 世田谷区議として
2003年4月28日、性同一性障害を公表して臨んだ世田谷区議会議員選挙で、5024票を獲得し、立候補72人中、第6位で当選。2003年5月1日より世田谷区議会議員となる。性同一性障害特例法を成立させるためのロビー活動にも取り組み、この頃に保坂展人や中川智子に出会っている。2004年1月には世田谷区の行政文書から性別欄をなくすことに成功した。
上川は区議会議員の活動にできるだけ支障が出ないように性別適合手術を受け、2005年3月9日には東京家庭裁判所へ戸籍の性別変更を申し出る。4月20日には性別変更の申立てが認められ、戸籍の上でも女性になる。
2007年4月22日、第16回統一地方選挙における世田谷区議会議員選挙で6572票を得票し、立候補者71人中、第2位（現職最高位）で再選を果たす。この間、上川はマイノリティーを重視した政策・活動を推進する。具体的には、視覚障害者誘導用ブロックの統一、一人親家庭（母子家庭・父子家庭ともに）支援の充実、外国人住人のための案内の充実（ウェブサイトや案内板の多言語化）、オストメイト対応トイレの設置推進、シャント用器具の助成制度などが挙げられる。
2011年の選挙では7,099票を獲得し、立候補者82人中、第6位で三選を果たす。さらに2015年4月26日の選挙においても、7,132票の第3位で四選を果たしている。また、2015年に上川は、性的少数者とともに同性カップルのパートナーシップ制度の要望書を提出する活動も実施した。
2017年7月6日には、豊島区議の石川大我、中野区議の石坂わたる、文京区議の前田邦博、埼玉県入間市議の細田智也らとともに「LGBT自治体議員連盟」を設立した。2019年4月21日の統一地方選挙では9,740票を獲得。立候補者75人中2位で5回目の当選を果たしている。2023年4月23日の選挙では7800票を獲得。立候補者75名中4位で6回目の当選を果たした。

## 受賞・栄典
- 2012年 - 駐日アメリカ合衆国大使館「国際勇気ある女性賞」日本代表[45][46]

## 著作

### 単著・共著
- 上川あや『変えてゆく勇気－「性同一性障害」の私から－』岩波書店〈岩波新書〉、2007年2月。ISBN 9784004310648。
- 針間克己、大島俊之、野宮亜紀、虎井まさ衛、上川あや『性同一性障害と戸籍－性別変更と特例法を考える－』緑風出版、2007年。ISBN 9784846107215。

### 寄稿・分担執筆
- 上川あや 著「自然に電車に乗れるまで」、伊藤悟、虎井まさ衛 編『多様な「性」がわかる本』高文研、2002年。ISBN 9784874982914。
- 上川あや 著「第4章 性同一障害と行政 1) 行政の対応 1. 世田谷区の取り組み」、南野知恵子ほか編著 編『性同一性障害の医療と法－医療・看護・法律・教育・行政関係者が知っておきたい課題と対応－』メディカ出版、2013年3月15日、328-338頁。ISBN 978-4-8404-4089-9。
- 上川あや 著「世田谷区における同性パートナーシップの取組について」、棚村政行、中川重徳 編著 編『同性パートナーシップ制度 世界の動向・日本の自治体における導入の実際と展望』日本加除出版、2016年12月。ISBN 978-4-8178-4359-3。

## テレビ出演
- 『徹子の部屋』テレ朝[47]
- 『ハートをつなごう』NHK教育[48]